# Anthurium cuspidatum
Anthurium cuspidatum là một loài thực vật có hoa trong họ Ráy (Araceae). Loài này được Mast. miêu tả khoa học đầu tiên năm 1875.